# 石冬青科
石冬青科又名新冬青科，只有1属12种，全部分布在新喀里多尼亚。
本科植物为乔木或灌木；单叶互生或螺旋排列；果实为核果。
1981年的克朗奎斯特分类法将其列在冬青科，属于卫矛目，1998年根据基因亲缘关系分类的APG 分类法认为应该单独分出一个科，放在菊目中。